# Johannes Wagner (Ministerialbeamter)
Johannes Wagner (* 26. Juli 1982 in Bielefeld) ist ein deutscher politischer Beamter. Er ist seit 2025 Staatssekretär im Ministerium des Innern und für Kommunales des Landes Brandenburg.

## Werdegang
Wagner legte 2002 am Niklas-Luhmann-Gymnasium in Oerlinghausen das Abitur ab. Ab 2003 studierte er Deutsch-Französisches Recht an der Universität Potsdam und der Universität Paris-Nanterre. 2009 legte er das erste juristische Staatsexamen bzw. den Maîtrise en droit ab. 2011 wurde er in Potsdam mit summa cum laude zum Doktor der Rechte promoviert. Ab 2011 absolvierte er das Rechtsreferendariat am Kammergericht und legte 2013 das zweite juristische Staatsexamen ab. Anschließend war er von 2014 bis 2015 als Referent beim Deutschen Landkreistag tätig. Von 2015 bis 2024 war er Referent beim Landkreistag Brandenburg. Von 2024 bis 2025 war er schließlich geschäftsführendes Vorstandsmitglied des Landkreistages Brandenburg.
Am 1. August 2025 wurde Wagner unter Minister René Wilke zum Staatssekretär im Ministerium des Innern und für Kommunales des Landes Brandenburg ernannt.
Wagner lebt in Blankenfelde-Mahlow.